# Thor Medelplan

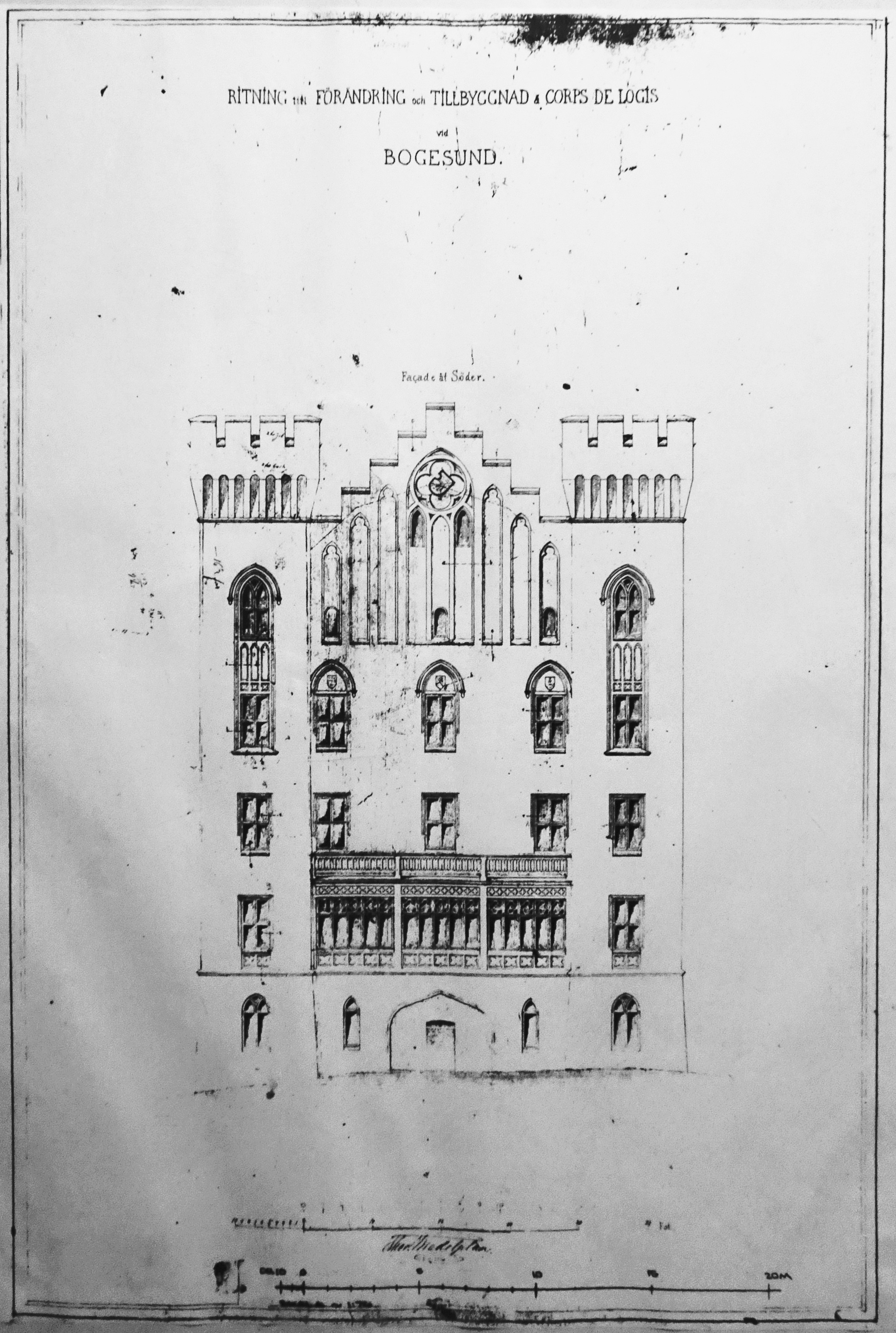
Thor Medelplans fasadritning från 1863 för Bogesunds slott.

Thor Mauritz Emil Medelplan, född 12 november 1832, död 1863, var en svensk arkitekt.
Medelplan var elev vid Kungliga Akademien för de fria konsterna mellan 1849 och 1858. Han anställdes av professor Fredrik Wilhelm Scholander och blev sedermera konduktör i Överintendentsämbetet.
Mest känd är han kanske för ritningarna till Bogesunds slotts ombyggnad 1863–1867. För Överintendentsämbetet genomförde han restaureringar och nybyggnader av tjugotalet kyrkor, däribland Tämta kyrka 1865, Svensköps kyrka 1863–1864, Dalby kyrka 1858 (ersatt med ny kyrkobyggnad 1926) och Grolanda kyrka 1857. Därutöver ritade han ett skolhus i Umeå 1861 och en gymnastiksal i Nyköping 1862.
Som konstnär finns han representerad med tre akvareller vid Norrköpings konstmuseum.